# Currala bahiensis
Currala bahiensis is een hooiwagen uit de familie Gonyleptidae.